# Bataille du port del Buceo
Guerres d'indépendance en Amérique du Sud
Batailles
- Suipacha
- Las Piedras
- Huaqui
- Tucumán
- Cerrito
- Salta
- Campagne Admirable
- Ayohuma
- Buceo
- La Puerta (1814)
- Rancagua
- Sipe-Sipe
- Carthagène
- Chacabuco
- La Puerta (1818)
- Maipú
- Vargas
- Boyacá
- Valdivia
- Carabobo
- Yaguachi
- Pichincha
- Lac Maracaibo
- Junín
- Ayacucho

La bataille du port del Buceo est une bataille navale livrée du 14 au 17 mai 1814, pendant la guerre d'indépendance de l'Uruguay.

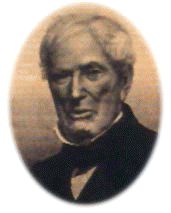
William Brown père de la marine argentine

Épisode du siège de Montevideo par les Argentins et les indépendantistes uruguayens, elle voit la victoire de la flotte de Buenos Aires, commandée par l'amiral d'origine irlandaise Guillermo Brown, sur l'escadre espagnole de Don Miguel de la Sienna. Bataille décisive, elle assure l'encerclement complet de Montevideo, dont la garnison, sans aucun espoir d'être secourue, capitulera le 20 juin 1814.

## Navires engagés
- Argentine (Guillermo Brown) :
  - Hercules, navire amiral, 32 canons
  - Zephyr, 18 canons (King)
  - Nancy, 10 canons (Leech)
  - Julietta, 7 canons (McDougald)
  - Belfast, 18 canons (Oliver Russell)
  - Agreeable, 16 canons (Lemare)
  - Trinidad, 12 canons (Wack)

- Espagne (Sienna) :
  - Hyena, navire amiral, 18 canons
  - Mercurio, 32 canons
  - Neptuno, 28 canons - Pris par le Belfast le 16 mai
  - Mercedes, 20 canons
  - Palomo, 18 canons - Capturé le 16 mai
  - San Jose, 16 canons - Capturé le 16 mai
  - Cisne, 12 canons
  - 6 schooners